# Коробчанка простерта
Коробчанка простерта, або ліндернія простерта) (Lindernia procumbens) — вид трав'янистих рослин родини Linderniaceae, поширений у помірній,  субтропічній і тропічній частинах Євразії. Етимологія: лат. procumbens — «розпростертий».

## Опис

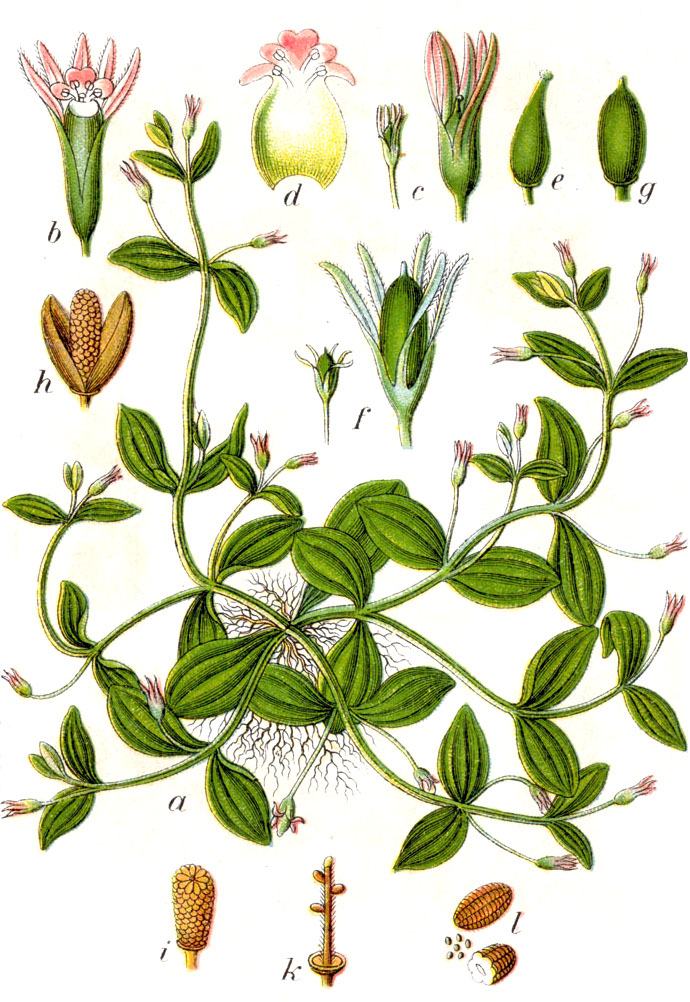

Однорічна рослина 3–15(20) см заввишки. Рослина гола. Стебло гіллясте, 4-гранне. Листки супротивні, сидячі, овально-довгасті. Квітки пазушні, поодинокі, на ніжках, що перевищують листки. Віночок білуватий, вгорі червонуватий, 6–8 мм завдовжки. Коріння тонке. Листки 1–2.5 X 0.6–1.2 см; краї цільні або слабо тупо зубчасті; верхівки від тупих до закруглених; жилок 3–5, паралельні, від основи. Квітоніжка тонка, 1.2–2 см. Частки чашечки розділені майже до основи, лінійно-ланцетні, ≈ 4 мм, зовні рідко опушені, верхівка тупа. Віночок від рожевого до багрового забарвлення. Коробочка від кулястої до яйцеподібно-кулястої форми, така ж чи трохи довша, ніж чашечка. Насіння довгасте.

## Поширення
Європа: Австрія, Чехія, Німеччина, Угорщина, Польща, Словаччина, Швейцарія, Білорусь, Росія, Україна, Болгарія, Греція, Італія, Румунія, Сербія, Словенія, Франція, Португалія, Іспанія; Азія: Афганістан, Іран, Туреччина, Вірменія, Азербайджан, Грузія, Росія, Казахстан, Таджикистан, Китай, Японія, Корея, Тайвань, Індія, Непал, Пакистан, Лаос, Таїланд, В'єтнам, Індонезія [Ява]. Росте поруч з водою, населяє вологі зони (до 1200 м н.р.м. в Азії).
В Україні росте у вологих місцях, на берегах річок, боліт і в канавах, розсіяно — у Закарпатті, Поліссі, Лісостепу і Степу (Херсонська область, Асканія-Нова). 

## Охорона
Lindernia procumbens охороняється в Європі і занесена до Додатку І Бернської конвенції (охоронна категорія: вид підлягає особливій охороні). Входить у переліки видів, які перебувають під загрозою зникнення на територіях Дніпропетровської, Закарпатської, Київської областей.